# John Wesley Shipp
Pour les articles homonymes, voir Shipp.
John Wesley Shipp est un acteur américain, né le 22 janvier 1955 à Norfolk en Virginie.

## Biographie

### Enfance et formations
John Wesley Shipp est né en janvier 1955 à Norfolk (Virginie),. Son père est un fermier qui, dans les années 1960, est retourné à l'école après avoir assisté au séminaire à Wake Forest (Caroline du Nord) et devient pasteur d'une petite église en Caroline du Nord.
Dans les années 1970, il rentre à la Butler High School à Louisville en Kentucky, et, par la suite, à l'université de l'Indiana.

### Carrière
En 1980, John Wesley Shipp commence sa carrière en apparaissant dans la série télévisée Haine et passion (The Guiding Light) dans le rôle du docteur Kelly Nelson sur la chaîne CBS jusqu'en 1984. Après celle-ci, il continue les soap opera dans de différents rôles tels que Douglas « Doug » Cummings dans As the World Turns (1985-1986), Blanchard Lovelace dans On ne vit qu'une fois (One Life to Live, 1989), Carter Jones dans Amoureusement vôtre (Loving, 1992) et La Force du destin (All My Children, 1992).
En 1983, il est invité vedette dans la série L'Île fantastique (Fantasy Island) dans le rôle de Todd Skylar.

En 1990, il obtient le rôle-titre Flash (The Flash), aux côtés d'Amanda Pays et Alex Désert dans les rôles de la scientifique Christina « Tina » McGee et Julio Mendez,,.
En 1994, il incarne le personnage régulier dans Les Sœurs Reed (Sisters).
En 1998, il est engagé à interpréter le rôle de Mitch Leery, le père de Dawson Leery (joué par James Van Der Beek dans la série Dawson). Il y reste pendant les quatre saisons, jusqu'en 2001.
En novembre 2010, il reprend le rôle de l'infâme Eddie Ford dans On ne vit qu'une fois (One Life to Live), qui sera tué en mi-décembre.
En 2011, il est l'invité vedette dans Drop Dead Diva, où il joue l'ex-époux de l'actrice Kathy Griffin. même année, il est le père violent d'Isaac Lahey (interprété par Daniel Sharman) dans Teen Wolf jusqu'en 2012.
En 2012, il est engagé à incarner le personnage Bennie Lee Fudge dans le film indépendant Hell and Mr. Fudge de Jeff Wood, aux côtés de Mackenzie Astin et Eileen Davidson.

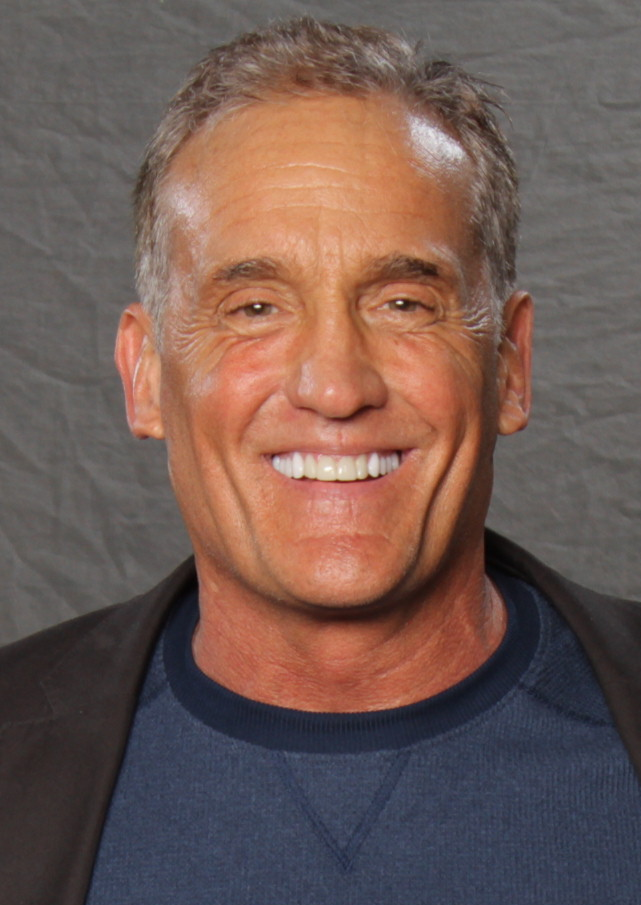
John Wesley Shipp, en 2016.

En 2014, Il retrouve le super-héro Flash (The Flash), et est annoncé pour jouer un rôle « mystérieux » dans la nouvelle version,. Il est révélé plus tard en tant que Henry Allen, le père du Barry Allen de la nouvelle série,. Dans la seconde saison, il est Jay Garrick, le Flash de Terre III,. Il fait ensuite son retour dans son personnage originel de Flash dans les saisons cinq et six, où il jouera le Barry Allen qu'il jouait 25 ans auparavant, devenu plus agé.

### Longs métrages
- 1990 : L'Histoire sans fin 2 : Un nouveau chapitre (The NeverEnding Story II: The Next Chapter) de George Miller : Barney, le père de Bastien
- 1994 : Soft Deceit de Jorge Montesi : John Hobart
- 2002 : Complicité fatale (Second to Die) de Brad Marlowe : Jim Bratchett
- 2008 : Karma Police de John Venable : Barrington Freeman
- 2009 : Port City d'Andy Brown : George
- 2010 : Separation Anxiety de Cole Simon : M. Palmer
- 2012 : Hell and Mr. Fudge de Jeff Wood : Bennie Lee Fudge
- 2015 : Les chaussures magiques (Golden Shoes) de Lance Kawas : le Président des États-Unis
- 2016 : The Sector de Josh Ridgway : Stillwell
- 2019 : Sensory Perception d'Alessandro Signore : le lieutenant Thawne
- 2019 : Night Sweats d'Andrew Lyman-Clarke : Nick Frankenthaler
- 2021 : Climbing Life de S.J. Creazzo : oncle Henry

### Courts métrages
- 2005 : Starcrossed de James Burkhammer : le père
- 2009 : Grotesque de James Oliva : le Père Fahey

### Téléfilms
- 1980 : The Dirtiest Show in Town de Tom Eyen
- 1984 : Summer Fantasy de Noel Nosseck : Callahan
- 1991 : L'Enfant de la dernière chance (Baby of the Bride) de Bill Bixby : Dennis
- 1994 : Golden Gate de Randy Zisk : Kenny Scanlon
- 1994 : Green Dolphin Beat de Tommy Lee Wallace : Terry Lattner
- 1996 : Harcèlement sur le web (Deadly Web) de Jorge Montesi : Dr Stanton
- 1997 : Le Trésor perdu des conquistadors (Lost Treasure of Dos Santos) de Jorge Montesi : Jack
- 1999 : Dangereuse conduite (Road Rage) de Deran Sarafian : Jim Carson
- 2007 : Les Deux Visages de Christie (Christie's Revenge) de Douglas Jackson : Dr Ray Colton
- 2019 : Les petits meurtres de Ruby : héritage empoisonné (Ruby Herring Mysteries: Her Last Breath) de Fred Gerber : John Herring
- 2020 : Les petits meurtres de Ruby : prédiction mortelle (Ruby Herring Mysteries: Prediction Murder) de Neill Fearnley : John Herring

### Séries télévisées
- 1980-1984 : Haine et passion (The Guiding Light) : Kelly Nelson / Victor Laszlo  (26 épisodes)
- 1983 : L'Île fantastique (Fantasy Island) : Todd Skylar (saison 6, épisode 11 : The Songwriter / Queen of the Soaps)
- 1985-1986 : As the World Turns : Douglas « Doug » Cummings  (7 épisodes)
- 1986 : Santa Barbara : Martin Ellis  (11 épisodes)
- 1989 : On ne vit qu'une fois (One Life to Live) : Blanchard Lovelace  (2 épisodes)
- 1990-1991 : Flash (The Flash) : Barry Allen / The Flash / Pollux (22 épisodes)
- 1992 : Human Target : Garner St. John (saison 1, épisode 3 : Designed by Chance)
- 1992 : Amoureusement vôtre (Loving) : Carter Jones (6 épisodes)
- 1992 : La Force du destin (All My Children) : Carter Jones (60 épisodes)
- 1993 : New York Police Blues : l'inspecteur Roy Larson (2 épisodes)
- 1994-1995 : Les Sœurs Reed (Sisters) : Lucky Williams (10 épisodes)
- 1995 : JAG : Granger, le sergent d'artillerie (saison 1, épisode 7 : War Cries)
- 1996 : Troubles (Strangers) : Jack (saison 1, épisode 8 : Visit)
- 1997 : Spécial OPS Force (Soldier of Fortune, Inc.) : Griffin (saison 1, épisode 5 : Alpha Dogs)
- 1998-2001 : Dawson : Mitch Leery (83 épisodes)
- 2001 : Au-delà du réel (The Outer Limits) : le coach Peter Shotwell (saison 7, épisode 18 : Lion's Den)
- 2004 : JAG : le colonel Marcus Stutter (saison 9, épisode 18 : What If)
- 2005 : Palmetto Pointe : Michael Jones (5 épisodes)
- 2006 : Les Experts : Manhattan (CSI: NY) : Patrick Quinn (saison 3, épisode 10 : Sweet 16)
- 2007 : The Closer : L.A. enquêtes prioritaires (The Closer) : Chris Conroy (saison 3, épisode 10 : Culture Shock)
- 2010-2012 : On ne vit qu'une fois (One Life to Live) : Eddie Ford  (19 épisodes)
- 2010 : Batman : L'Alliance des héros (Batman: The Brave and the Bold) : le professeur Zoom (voix ; saison 2, épisode 15 : Requiem for a Scarlet Speedster!)
- 2011 : Drop Dead Diva : Doug Bailey (saison 3, épisode 8 : He Said, She Said)
- 2012-2013 : Teen Wolf : M. Lahey (4 épisodes)
- 2014-2023 : Flash : Dr Henry Allen (Terre-I) / Jay Garrick (Terre-III) / Barry Allen (Terre 90) (30 épisodes)
- 2015-2018 : Powder Burns: An Original Western Audio Drama : le shérif Burns (7 épisodes)
- 2017 : Blindspot : Dr Katz (saison 2, épisode 15 : Draw O Caesar, Erase a Coward)
- 2018 : Supergirl : Barry Allen / Flash (saison 4, épisode 8 : Bunker Hill)
- 2018 : Arrow : Barry Allen / Flash (2 épisodes)
- 2021-2022 : Stargirl : Jay Garrick / The Flash (2 épisodes)

## Distinctions

### Récompenses
- Daytime Emmy Awards 1986 : Meilleur interprète invité dans une série dramatique As the World Turns[22]
- Daytime Emmy Awards 1987 : Meilleur interprète invité dans une série dramatique Santa Barbara[23]

### Nomination
- Gold Derby Awards 2010 : Meilleur interprète invité dans une série dramatique On ne vit qu'une fois (One Life to Live)[24]